# Trévago
Trévago es una localidad y también un municipio de la provincia de Soria, partido judicial de Soria, comunidad autónoma de Castilla y León, España. Pueblo de la Comarca del Moncayo.
Desde el punto de vista jerárquico de la Iglesia católica forma parte de la Diócesis de Osma la cual, a su vez, pertenece a la Archidiócesis de Burgos.

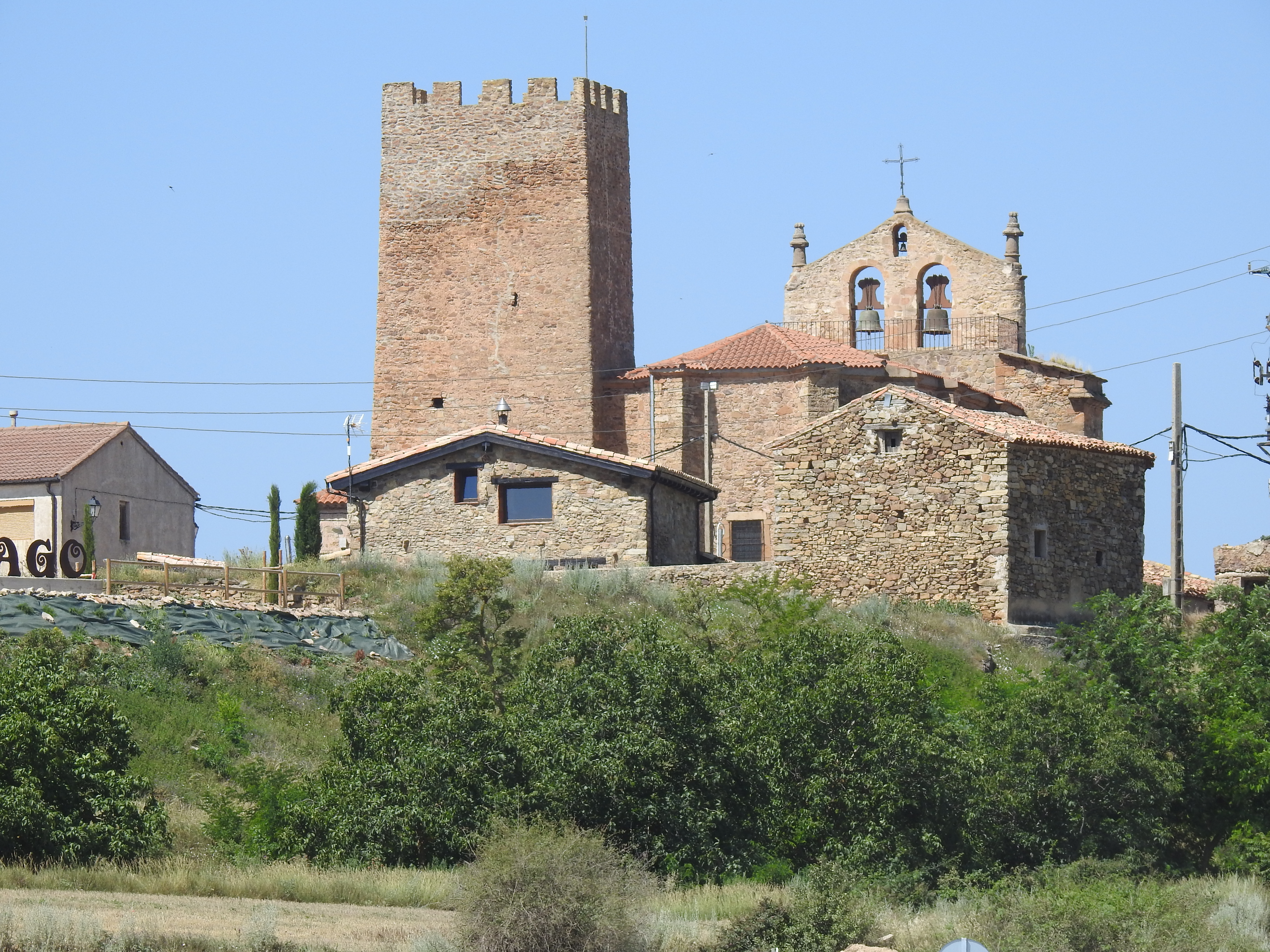
Torreón e iglesia de Trévago

## Toponimia

Término municipal de Trévago.

El origen de Trévago es muy antiguo, quizá existiese desde la invasión celta acaecida sobre el año 700 a. C. Se conservan restos de inscripciones en lengua celtíbera, así como molinos de piedra, moldes de fundición para fabricar flechas, etcétera.
El sufijo "aco" es muy común en topónimos de la meseta española. Es de origen celta, como en los casos de Sayago, Litago, Sarnago o Trévago.

## Historia
En el año 915 se cita a Trévago, cuando el rey de Navarra, García Sánchez, conquista Ágreda y su comarca a los musulmanes.  En el siglo XI, Trévago es la frontera, entre Castilla, Navarra y Aragón. Pertenecía al obispado de Tarazona y al reino de Castilla.
A la caída del Antiguo Régimen la localidad se constituye en municipio constitucional en la región de Castilla la Vieja, partido de Ágreda que en el censo de 1842 contaba con 116 hogares y 440 vecinos.

## Patrimonio
- Iglesia de Nuestra Señora de la Asunción. De estilo gótico, fue construida a mediados del siglo XVI. Con motivo de las fiestas de agosto se realiza en ella el Baile de la Virgen, una danza de origen antiquísimo.
- Torre
- Ermita de la Virgen del Manzano. Situada a dos kilómetros al suroeste del pueblo, en las estribaciones de la sierra del Madero, data de finales del siglo XVII o principios del XVIII, de estilo barroco final.

## Geografía humana

### Demografía
Cuenta con una población de 47 habitantes (INE 2024).
| Gráfica de evolución demográfica de Trévago entre 1842 y 2021 |
| |
| Población de derecho según los censos de población del INE Población de hecho según los censos de población del INEEn estos censos se denominaba Trébago: 1842, 1857, 1860, 1877, 1887, 1897, 1900, 1910, 1920, 1930, 1940, 1950, 1960, 1970, 1981 y 1991 |